# Lisa Keene
Lisa L. Keene ou Lisa Keene Robledo est une artiste de décors d'animation américaine ayant travaillé principalement pour Walt Disney Pictures. Elle s'est aussi spécialisée dans les peintures de chiens.

## Biographie
Lisa Keene a étudié à l'université de Californie du Sud et au Art Center College of Design de Pasadena avant de rejoindre les studios Disney.

## Filmographie
- 1985 : Taram et le Chaudron magique, décor
- 1986 : Basil, détective privé, décor
- 1986 : Les Fluppy Dogs, styliste décors
- 1987-1988 : La Bande à Picsou, styliste décors
- 1988 : Abinadi and King Noah, décor
- 1988 : Journey to the Promised Land, décor
- 1988 : Oliver et Compagnie, décor
- 1989 : Alma the Younger, décor
- 1989 : The Savior in America, décor
- 1989 : La Petite Sirène, décor
- 1990 : Bernard et Bianca au pays des kangourous, supervision des décors
- 1991 : La Belle et la Bête, supervision des décors
- 1993 : L'Étrange Noël de monsieur Jack, équipe CAPS
- 1994 : Le Roi lion, conception des personnages
- 1996 : Le Bossu de Notre-Dame, supervision des décors
- 1997 : Hercule, supervision des décors (Paris)
- 2001 : Atlantide, l'empire perdu, supervision des décors
- 2002 : La Planète au trésor, un nouvel univers, décor
- 2007 : Il était une fois, réalisatrice animation
- 2009 : La Princesse et la Grenouille, décor
- 2010 : Raiponce, esquisse[1]
- 2011 : Winnie l'ourson, décor